# La Saucelle
La Saucelle är en kommun i departementet Eure-et-Loir i regionen Centre-Val de Loire strax norr om centrala Frankrike. Kommunen ligger i kantonen Senonches som tillhör arrondissementet Dreux. År 2022 hade La Saucelle 201 invånare.

## Befolkningsutveckling
Antalet invånare i kommunen La Saucelle
Referens:INSEE